# Jessie Maduka
Jessie Maduka (ur. 23 kwietnia 1996) – niemiecka lekkoatletka specjalizująca się w biegach sprinterskich i trójskoku.
Podczas mistrzostw świata juniorów w 2012 wraz z koleżankami z reprezentacji zdobyła srebrny medal w biegu rozstawnym 4 × 100 metrów.
Rekord życiowy w biegu na 100 metrów – 11,68 (25 maja 2013, Weinheim) i trójskoku – 14,00 (29 maja 2022, Rhede).

## Osiągnięcia
| Rok  | Impreza                               | Miejsce   | Konkurencja        | Pozycja           | Wynik |
| ---- | ------------------------------------- | --------- | ------------------ | ----------------- | ----- |
| 2012 | Mistrzostwa świata juniorów           | Barcelona | sztafeta 4 × 100 m | 2. miejsce        | 44,24 |
| 2013 | Mistrzostwa świata juniorów młodszych | Donieck   | bieg na 100 m      | 7. miejsce        | 11,84 |
| 2017 | Młodzieżowe mistrzostwa Europy        | Bydgoszcz | trójskok           | 8. miejsce        | 13,43 |
| 2018 | Mistrzostwa Europy                    | Berlin    | trójskok           | el. – 15. miejsce | 13,94 |
| 2021 | Halowe mistrzostwa Europy             | Toruń     | trójskok           | el. – 15. miejsce | 13,50 |
| 2022 | Mistrzostwa świata                    | Eugene    | trójskok           | el. – 27. miejsce | 13,30 |
| 2022 | Mistrzostwa Europy                    | Monachium | trójskok           | el. – 22. miejsce | 12,11 |
| 2025 | Halowe mistrzostwa Europy             | Apeldoorn | trójskok           | el. – 13. miejsce | 13,50 |
| 2025 | Halowe mistrzostwa świata             | Nankin    | trójskok           | 8. miejsce        | 13,82 |